# Antidepressivo atípico
Um antidepressivo atípico é qualquer medicamento com propriedades antidepressivas que age de maneira diferente da maioria das outras classes de antidepressivos (como os antidepressivos tricíclicos). Exemplos de antidepressivos atípicos incluem agomelatina, bupropiona, mianserina, mirtazapina, nefazodona, opipramol, tianeptina e trazodona.
A vilazodona e vortioxetina são antidepressivos multimodais parcialmente atípicos. Os antidepressivos típicos incluem os inibidores seletivos de recaptação de serotonina (ISRSs),  inibidores seletivos de recaptação de serotonina e noradrenalina (IRSNSs), antidepressivos tricíclicos (ADTs) e os inibidores da monoamina oxidase (IMAOs), que atuam aumentando os níveis dos neurotransmissores de monoaminas, especialmente serotonina e/ou norepinefrina .
Entre os ADTs, a trimipramina é um agente atípico, pois age principalmente na noradrenalina, inibindo a serotonina e dopamina em níveis terapêuticos não significativos. Em agosto de 2020, a escetamina (JNJ-54135419) foi aprovada pela Food and Drug Administration (FDA) para tratamento de depressão resistente a tratamento, bem como para tratamento de curto prazo de depressão associada a pensamentos suicidas.
Buprenorfina/samidorfan (ALKS-5461) é um antidepressivo atípico, ainda em desenvolvimento, com um mecanismo de ação novo devido a sua associação medicamentosa. Os antidepressivos atípicos agem mais rapidamente do que os antidepressivos típicos.